# Jataí-acriana
A Tetragonisca weyrauchi, também chamada de jataí acriana é uma abelha social da subfamília dos meliponíneos, de distribuição da parte oeste da floresta amazônica, bastante encontrada no Acre, por isto tem o nome popular de jataí acriana.
É uma das poucas abelhas da tribo Meliponini que não depende de ocos de árvores, construindo ninhos externos em galhos de árvores com até 60 centímetros de circunferência na parte mais larga e 35 centímetros de altura. Por ter ninho externo, tem um comportamento bastante defensivo, mordiscando a roupa das pessoas e de se enroscar nos cabelos, mas não tem ferrão. 

## Taxonomia e filogenia
T. weyrauchi é um membro da ordem Hymenoptera, que é uma das quatro maiores ordens de insetos. É da família Apidae, que é composta de abelhas, e a subfamília é o Meliponíneo, que são abelhas com cesta de pólen . Junto com outras espécies na tribo Trigonini, T. weyrauchi é uma abelha eussocial sem ferrão. Existem cerca de 500 espécies conhecidas nesta tribo, a maioria dos quais estão localizados nos neotrópicos.

## Descrição
A colônia de abelhas da espécie Tetragonisca weyrauchi é composta por uma rainha fértil, abelhas operárias estéreis e zangões que são em média 2.000 a 3.000 trabalhadores. As abelhas da espécie possuem tamanho médio de 4,5 milímetros, corpo de cor amarelada e estreito. 
Aspectos da Rainha
A rainha é a única fêmea fértil da colmeia e a função de reprodução dos membros que irão nascer é atribuída a ela. Seu tempo de vida é entre 2 e 3 anos. O tamanho da rainha é maior comparado com o das outras abelhas presentes na colmeia. 
Aspectos das Fêmeas Operárias
As fêmeas operárias são estéreis, logo não possuem a função de reprodução. Suas funções são recolher recursos no campo, como pólen, néctar, resina, entre outros. Além disso, possuem funções relacionadas à produção e manutenção da colmeia, defesa do ninho e alimentação das larvas e da rainha. Por serem abelhas que não possuem ferrão, sua defesa é por meio da dentição. O tempo de vida é aproximadamente entre 40 a 50 dias.
Aspectos dos Machos
Os machos passam a vida na colmeia até serem adultos pois possuem apenas a função de reprodução. Após se tornarem adultos, procuram por outras rainhas para fecundar, sendo que apenas o macho consegue fecundar apenas uma fêmea.  
Distribuição e Habitat
A Tetragonisca weyrauchi possui uma distribuição bem restrita entre as espécies do gênero, de fato, a mais restrita. São encontradas apenas na região Norte, nos estados do Mato Grosso, Rondônia e Acre (MOURE, 2007).  
Seu processo de nidificação e sua morfologia de ninho foram primeiramente descritas por Cortopassi-Laurino e Nogueira-Neto (2003). A principal diferença desta espécie para outras do mesmo gênero é a formação de ninhos aéreos, o que raramente ocorre em outras espécies de abelhas sem ferrão, estes que ficam localizados principalmente em forquilhas inclinadas de árvores. Seus ninhos são cilindroides e verticais, com cerca de 60 cm de circunferência na parte mais larga, e aproximadamente 35 cm de altura. 

## Produção
Meliponicultura
A meliponicultura diferencia da apicultura por se tratar da criação de abelhas que não possuem ferrão. A distribuição da espécie é restrita, não sucedendo em todo o Brasil, ocorre na região Amazônica, inclusive no Acre. A Tetragonisca weyrauchi está entre as mais importantes na polinização de vegetação nativa. Se trata de uma espécie que é eficaz para a diversidade. Devido a ausência de ferrão, é uma espécie que não apresenta irritação, quando se trata de ferroadas, aos humanos. 
Benefícios
Além de apresentar benefícios ao meio ambiente devido a polinização de vegetação nativa, as abelhas podem auxiliar na produção de jardins e áreas que foram degradadas. Em relação aos benefícios econômicos, a meliponicultura apresenta vantagens como o valor do mel e facilidade no manuseio. 
Produção de mel
A quantidade de mel produzida pelas abelhas da espécie Tetragonisca weyrauchi, variando de  0,5 a 1,5 quilograma, é menor quando comparada com a produção de mel de abelhas com ferrão, que possuem média de 25 a 30 quilogramas. Porém quando se trata do valor, o mel produzido pelas abelhas sem ferrões possui maior valor econômico além do mel possuir características medicinais. 
Cera
A produção de cera é realizada pelas próprias abelhas operárias e utilizada na estrutura do ninho. Além da cera ser utilizada pelas abelhas também é utilizada na composição de cosméticos e medicamentos.  
Pólen
As abelhas coletam pólen e o levam para a colmeia. Na colmeia junto com secreções produzidas por elas utilizam dessa nova substância formada para alimentação da colônia. 

## Preocupações Ambientais
O Desmatamento é uma grande precupação para a conservação das abelhas nativas, e não é diferente para a espécie de Tetragonisca weyrauchi. A espécie possui nidificação aérea, geralmente ocorre em árvores de grande porte, muitas vezes em alturas superiores à 20 metros de altura. À título de exemplo, um de seus estados de maior ocorrência, o Mato Grosso, registrou apenas no ano de 2024 o desmate de mais de 57,9 mil hectares de cobertura vegetal em suas unidades de conservação, sendo 43,9% dessa área em bioma Amazônico (Dados do Alerta MapBiomas ). Portanto, é importante que se observe o risco eminente aos habitats de Tetragonisca weyrauchi, e também de outras espécies de abelhas nativas.
Algumas colônias de Tetragonisca weyrauchi foram levadas para a cidade de Goiânia e estão se espalhando na cidade, gerando discussões e preocupações ambientais, sendo um exemplo de inserção de abelhas exóticas em locais que não são nativas.